# Cousin Bill
Cousin Bill è un cortometraggio muto del 1913. Il nome del regista non viene riportato nei credit.

## Trama
John Steppling, anche se ha promesso alla moglie di non fare più speculazioni, prende in prestito  dal suocero tremila dollari che intende giocare in Borsa. Li affida a Bill, il giovane d'ufficio, ma il ragazzo, invece di andare subito dal broker, perde tempo lungo la strada.
Letto il giornale con i risultati della Borsa, Steppling confessa alla moglie di aver perso tutto il denaro. Bill, rientrato in ufficio, è desolato perché non è riuscito ad arrivare in tempo dal broker. Così, riconsegna i tremila dollari a Steppling che, felice, premia il giovane.

## Produzione
Il film fu prodotto dalla Essanay Film Manufacturing Company.

## Distribuzione
Distribuito dalla General Film Company, il film - un cortometraggio di una bobina - uscì nelle sale cinematografiche USA il 30 aprile 1913.